# Skrzydlik długoszowaty
Skrzydlik długoszowaty (Fissidens osmundoides Hedw.) – gatunek mchu należący do rodziny skrzydlikowatych (Fissidentaceae). Występuje w Ameryce Północnej, Europie, Chinach, Japonii i na Syberii.

## Ochrona
Roślina objęta jest w Polsce częściową ochroną gatunkową na podstawie Rozporządzenia Ministra Środowiska z dnia 9 października 2014 w sprawie ochrony gatunkowej roślin. W latach 2004–2014 podlegała ochronie ścisłej.